# Marjanen
Marjanen är en ö i Finland.   Den ligger i kommunen Masko i den ekonomiska regionen  Åbo ekonomiska region  och landskapet Egentliga Finland, i den sydvästra delen av landet, 180 km väster om huvudstaden Helsingfors.
Terrängen på Marjanen är varierad.  I omgivningarna runt Marjanen växer i huvudsak barrskog.